# 倉沢桃子
倉沢 桃子（くらさわ ももこ、1985年10月11日 - ）は女優、歌手。東京都出身。事務所は倉沢桃子project team[KPT]management。かつては株式会社Congafamiliar、ムーン・ザ・チャイルド及び武田鉄矢商店に所属していた。

## 経歴・人物
子役時代から多くのドラマに出演。テレビ東京の番組『おはスタ』では、おはガール（会員番号17番）として金曜日にレギュラー出演していた。
その後、波多野藍とインディーズユニット「とんかつパン」を結成し、歌手としても活動。「とんかつパン」は、2006年10月27日の農家定例LIVEにて波多野藍が脱退を表明し、そのまま解散となる。
解散後は、MOMOとして単独でギターでの弾き語りを、都内ライブハウスを中心に展開。
過去にRIP SLYMEのアルバム『Talkin' Cheap』でMC PEACHとしてラップをしている。
現在は、「倉沢桃子」としてアコースティックギター一本による弾き語りで繊細なニュアンスを伝える表現方法を実践している。
2013年より、八丈島にて野外音楽フェス｢エイト島音楽祭｣を主催している。

## アルバム

### momo名義
- Hello myself(2008年) 全12曲入り　DISC UNION
  1. はじまりのうた
  2. ナイフとギター
  3. キラキラ
  4. にわとりとたまご
  5. Contradiction
  6. オトナになったら
  7. 17才
  8. ひかりのみち
  9. HELP!
  10. Sunny
  11. In the wind
  12. Good by myself

### 倉沢桃子名義
- 道標(2009年) 全7曲入り　ライブ会場&SUBMARINE STORE販売 REAL BLUE
  1. 人間らしく
  2. 笑顔
  3. オレンジ
  4. 生きてゆくから
  5. ぼくはお月さんじゃないから
  6. 君ん家
  7. おかえり

- 道標LIVE(2009年) 全5曲入り(ライブテイク4曲＋ボーナストラック1曲)ライブ会場SUBMARINE STORE販売 REAL BLUE
  1. 人間らしく
  2. 君ん家
  3. オレンジ
  4. おかえり
  5. オリオン座流星群 (studio recording)

- 記憶(2010年) 全8曲入り　ライブ会場&SUBMARINE STORE販売 REAL BLUE
  1. 命
  2. 家族写真
  3. 旅の途中
  4. 1208
  5. 孤独の裏、君の隣
  6. 未完成
  7. あなたが生きるそのやり方が大好きだから傍にいさせて
  8. オリオン座流星群

- 体温(2010年10月11日) 全10曲入り　ライブ会場&SUBMARINE STORE販売 REAL BLUE
  1. そんなふうに僕は
  2. 西八王子のバラッド
  3. 一分一秒
  4. からあげ
  5. 幸せのスイッチ
  6. 名前を呼んだ
  7. 猫のくせに
  8. 繋ぐ力
  9. 鶏肉と塩コショウ
  10. 空白の一日

- 傷跡(2011年10月10日) 全9曲入り　ライブ会場&SUBMARINE STORE販売 REAL BLUE
  1. 奇蹟
  2. こんな冷たい雨が降る夜は
  3. 軌跡
  4. 今日ここにいるあなたが
  5. 春の風邪
  6. 他愛のない話
  7. 今日は花火大会
  8. いのちの成分
  9. もがいて生く

- 玄米とカップラーメン(2012年7月21日) 全11曲入り　ライブ会場限定
  1. 奇蹟
  2. 未完成
  3. 西八王子のバラッド
  4. ないものねだりのうた
  5. はっちゃん
  6. 柱にわたしの身長を刻んで嬉しそうにしていた人を思い出している
  7. 命
  8. 他愛のない話
  9. 母になることになりました
  10. おかえり
  11. 鶏肉と塩コショウ

## ライブ
- 2009年3月7日1stソロライブ「倉沢桃子一本勝負@吉祥寺曼荼羅」
- 2009年5月9日2ndソロライブ「倉沢桃子一本勝負＠代官山ノマド」
- 2009年10月12日3rdソロライブ 倉沢桃子バースデーソロライブ「生まれてきちゃった僕から君に」＠渋谷SONGLINES
- 2010年3月22日4thソロライブ「倉沢桃子一本勝負＠渋谷SONGLINES」
- 2010年10月11日5thソロライブ「倉沢桃子、25歳になる。」＠渋谷SONGLINES
- 2011年4月17日6thソロライブ「〜春の風邪のようなある日のライブ〜」＠渋谷SONGLINES
- 2011年4月30日、吉祥寺音楽祭「吉音ストリートライブ」に出演。
- 2011年10月10日7thソロライブ「〜柱にわたしの身長を刻んで嬉しそうにしていたひとを思い出している〜」＠渋谷SONGLINES

## 出演

### テレビドラマ
- 火曜サスペンス劇場 深夜高速バス（1995年、日本テレビ） - 西影夏希 役
- あぐり（1997年、NHK） - 川村五喜 役
- ママだって夏休み（1997年、NHK） - 水原早苗 役
- NHK正月時代劇 上杉鷹山-二百年前の行政改革-（1998年、NHK） - 幸姫 役
- 風になりたい（1998年、TBS） - 春日千里 役
- 先生知らないの?（1998年、TBS） - 清原葵 役
- PU-PU-PU-（1998年、TBS） - 小峰あゆみ 役
- 学校の怪談G「食鬼」（1998年、関西テレビ）
- 熱血恋愛道 Case6（1999年、日本テレビ）
- 3年B組金八先生（TBS） - 米田真規子 役
  - 第5シリーズ（1999年-2000年）
  - スペシャル10「お前死んだらオレ泣くぞ・3B1年ぶり大集合」（2001年）
  - 第6シリーズ（2001年）
  - 3年B組金八先生ファイナル〜「最後の贈る言葉」（2011年）
- 僕んちのロングバケーション（2000年、NHK）
- 教習所物語（2000年、TBS） - 阿部マリア 役
- 弁護士高見沢響子4（2007年、TBS） - 名村麻美（少女時代） 役
- ロング・ラブレター〜漂流教室〜（2002年、フジテレビ） - 大月雪乃 役
- 逮捕しちゃうぞ 第4話（2002年、テレビ朝日） - 森村遥 役
- 渡る世間は鬼ばかり 第6シリーズ〜（2002年〜、TBS） - 金田恵理 役
- 白い影 その物語のはじまりと命の記憶（2003年、TBS） - 大沢真琴 役
- えなりかずきの少年探偵・事件でござる2（2003年、フジテレビ） - 中山章子 役
- 京都華道家元殺人事件（2005年、TBS） - 華形朋美 役
- 白夜行（2006年、TBS） - 藤村都子 役

### バラエティ番組
- 天才てれびくん（1993年、NHK教育） - ドレミファキッズ
- おはスタ（1998年、テレビ東京） - おはガール

### 映画
- DEAD OR ALIVE 犯罪者（1999年、大映、東映ビデオ） - 城島ミナ 役

### CM
- ミツカン 味ぽん
- ダイエー
- サントリー 南アルプス天然水
- NTTグループ広告 気になるあの人編

### 舞台
- アルゴミュージカル Sing for You, Sing for Me.（1995年） - タム 役
- アルゴミュージカル 招待状は101才（1996年） - サトヨ 役
- Jimmy slyde Keep On Dancing（1996年）
- Sweet&Sweet（1996年、1997年）
- Pierre 大人たちへの贈り物（1997年）
- 大人たちへの贈り物2 覚醒（1998年）
- ココ・スマイル2（2000年） - マコト 役
- 3年B組金八先生 夏休みの宿題（2003年、2005年） - 北沢真琴 役
- 母に捧げるバラード（2004年） - スミレ 役
- 母に捧げるラストバラード（2006年） - モモ　役

### ラジオ
- レインボータウンFM「わっせネクスト エイジやん!」（2008年）